# BMW New Class
«Новий клас» (англ. New Class) (внутрішній код моделей: 115 (1500), 116 (1600), 118 (1800), 120 (2000 C/CS) купе, 121 (2000/tii), перша серія середньорозмірних автомобілів німецького автовиробника BMW після Другої світової війни. Автомобілі цієї серії заповнили прогалину між мобільними скутерами Isetta або маленькими автомобілями BMW 700 і моделями верхнього класу BMW 501/502.
«Новий клас» виготовлявся до 1972 року і був замінений автомобілями першого покоління BMW 5 Серії (E12).

## Моделі

### 1500 - чотиридверний

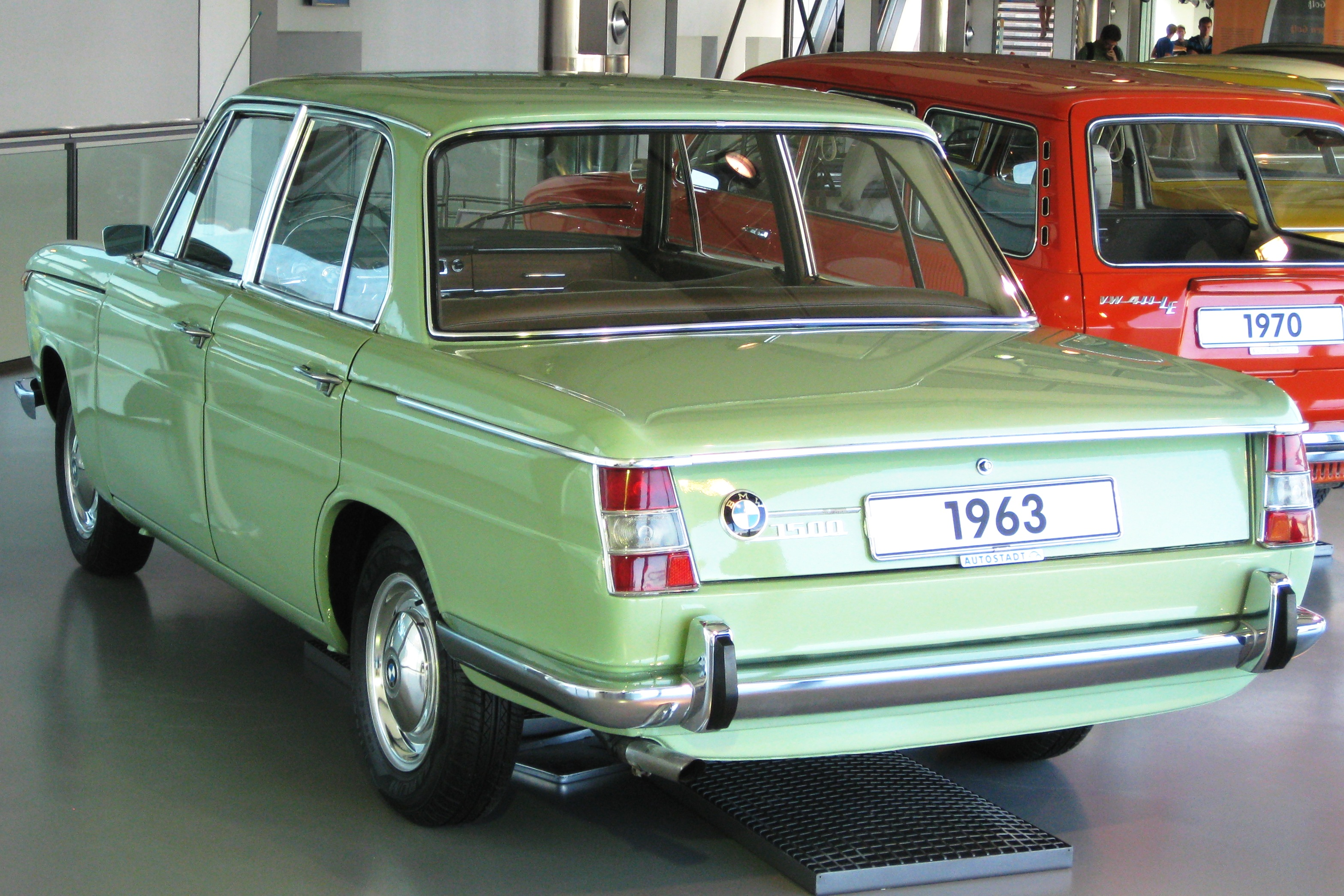
BMW 1500

Сама малолітражна модель серії, BMW 1500 (Е115) була представлена публіці в 1961 році на Франкфуртському автосалоні. Серійне виробництво почалося в наступному, 1962 році, і тривало до 1964 року. В основу моделі ліг 4-циліндровий мотор M10 об'ємом 1499 куб.см. з діаметром циліндра 82 мм і довжиною ходу 71 мм. Двигун розвивав від 75 до 80 к.с. в залежності від карбюратора.
З огляду на обсяг двигуна, продуктивність автомобіля вийшла непоганою, правда для швидкого прискорення доводилося крутити мотор, але водночас він міг похвалитися досить плавною роботою навіть на 6000 об/хв. Жорстка підвіска здивувала тих, хто очікував більш м'яких налаштувань, характерних для моделі 501.
Посадка водія вийшла високою і забезпечила гарну видимість, правда через довгий хід важеля КПП доводилося трохи податися вперед при включенні першої та третьої передач. Також варто відзначити досить великий багажник, висота якого становила 40 сантиметрів.
Саме 1500 була першою масовою моделлю BMW, у якій на задній стійці даху був «вигин Хофмайстера». З 1964 року 1500 поставлялася тільки на ринки тих країн, де транспортний податок нараховувався на робочий об'єм двигунів, на інших ринках її змінила модель 1600.

### 1800 - чотиридверна

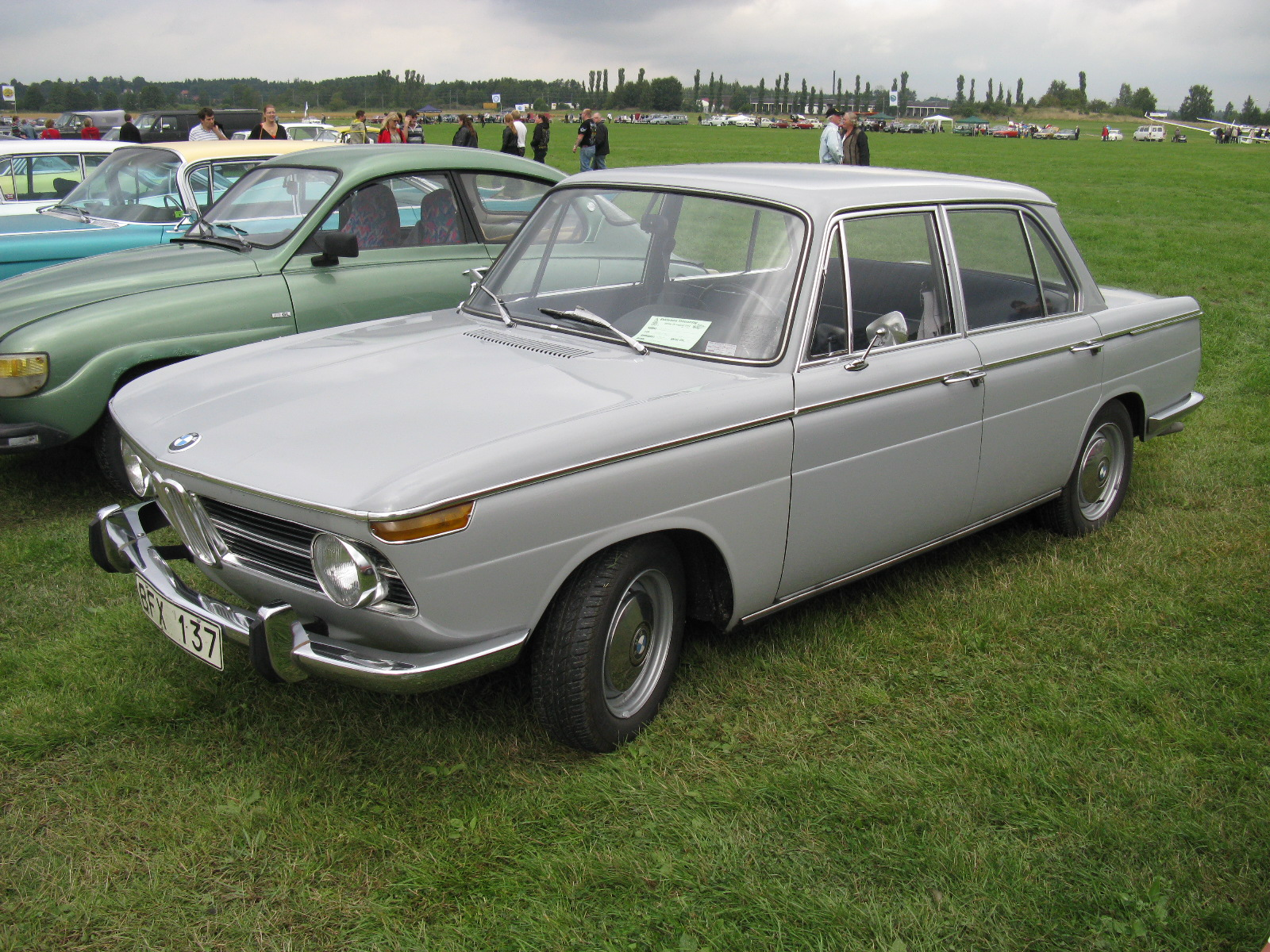
BMW 1800 (1964-1971)

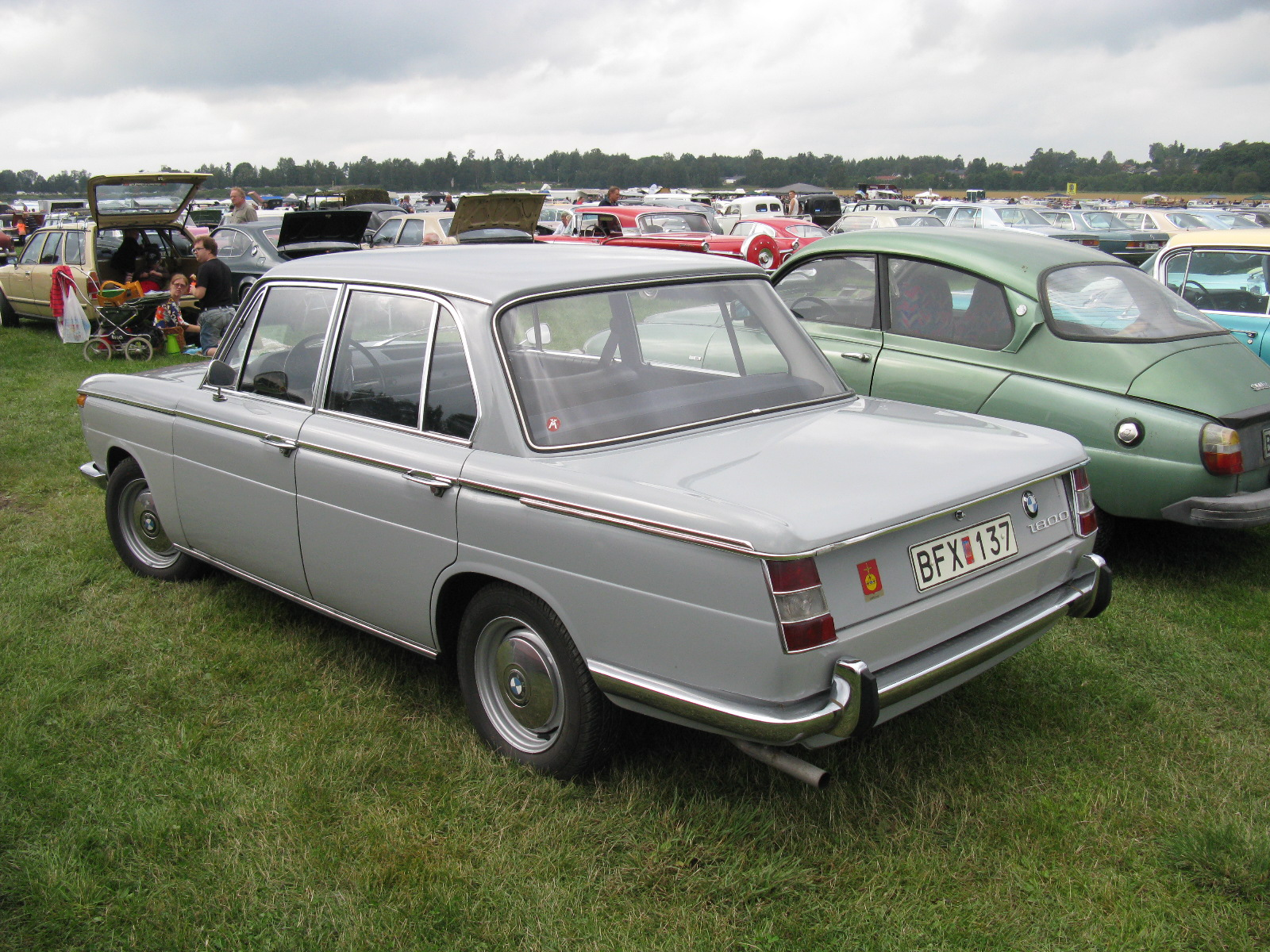

Другий член серії, BMW 1800, з'явився в 1963 році і випускався до 1968. Потужність двигуна становила 90 к.с. З 1966 року була доступна як опція автоматична коробка передач. У наступному році автомобіль зазнав рестайлінг салону і (по мінімуму) зовнішності. З 1964 до 1966 випускалася модель 1800 TI (Touring Internationale). У 1965 році була випущена серія з 200 автомобілів 1800 TI призначених для участі в перегонах.

### 1600 - чотиридверна

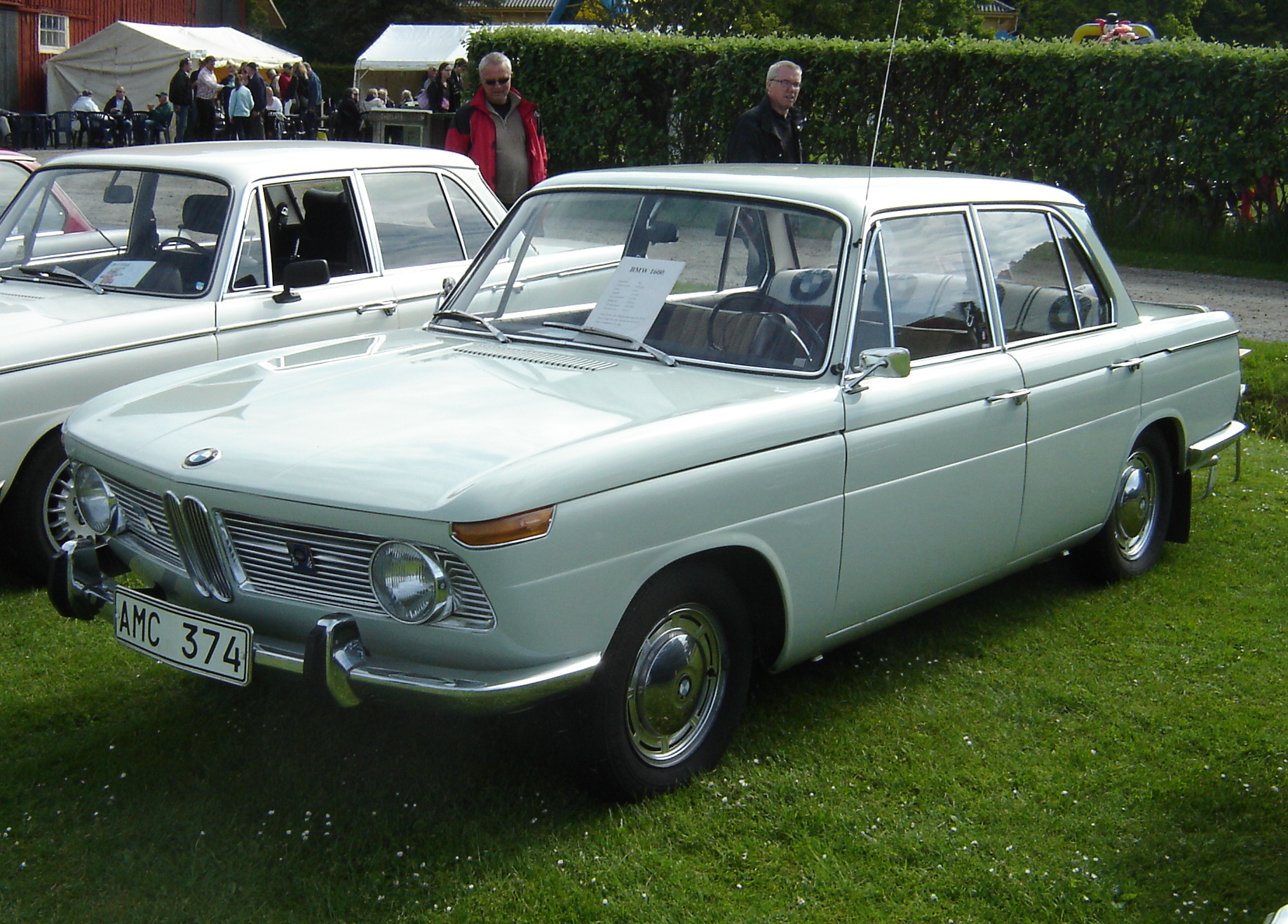
BMW 1600

Як уже згадувалося, модель 1600 на більшості ринків змінила модель 1500 в 1964 році. Двигун використовував поршні, уніфіковані з двигуном 1800, і розвивав 85 к.с. Випускалася 1600 до 1968 року.

### 2000C/CS - спорткупе

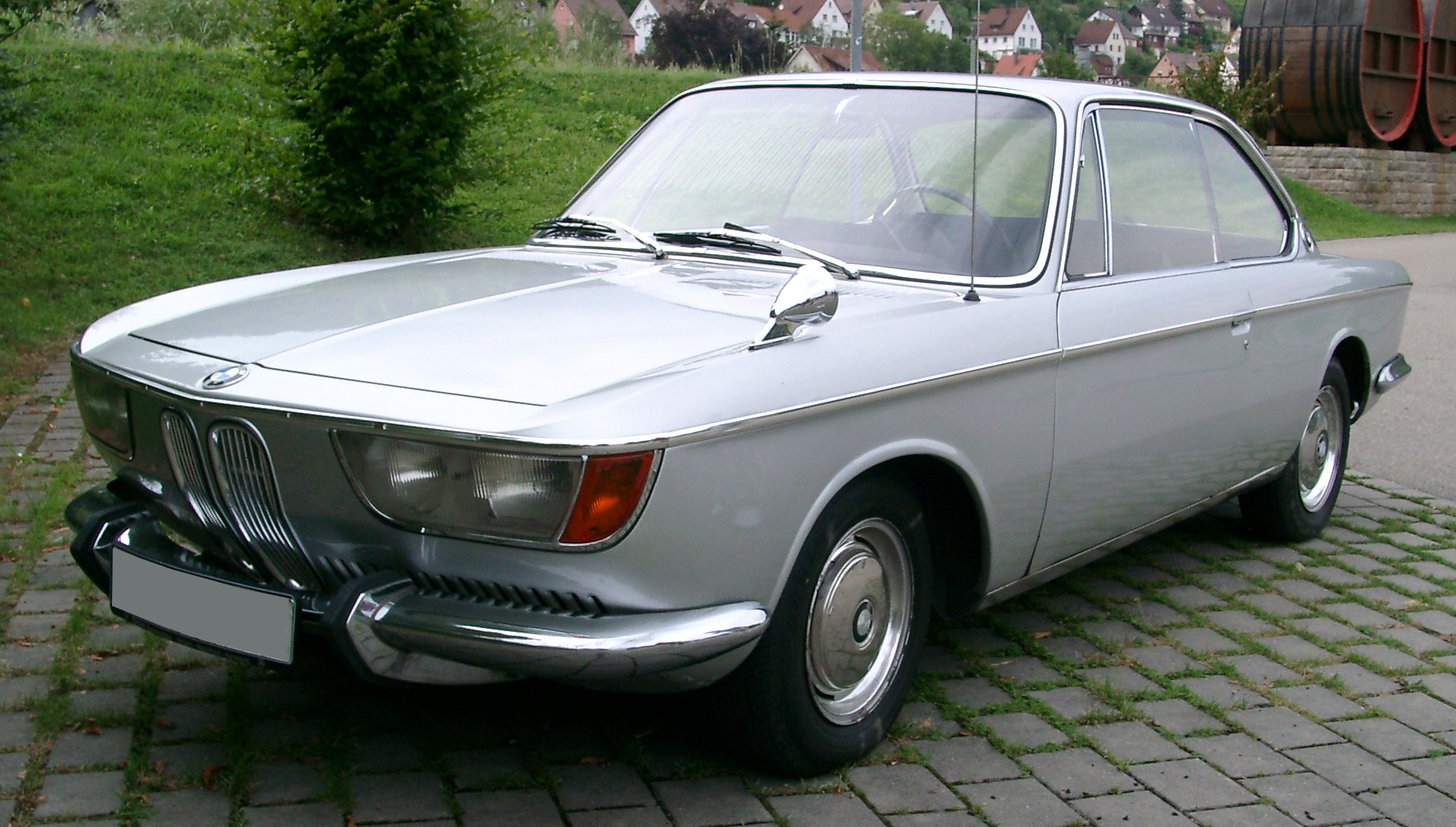
BMW 2000C/CS (1966-1975)

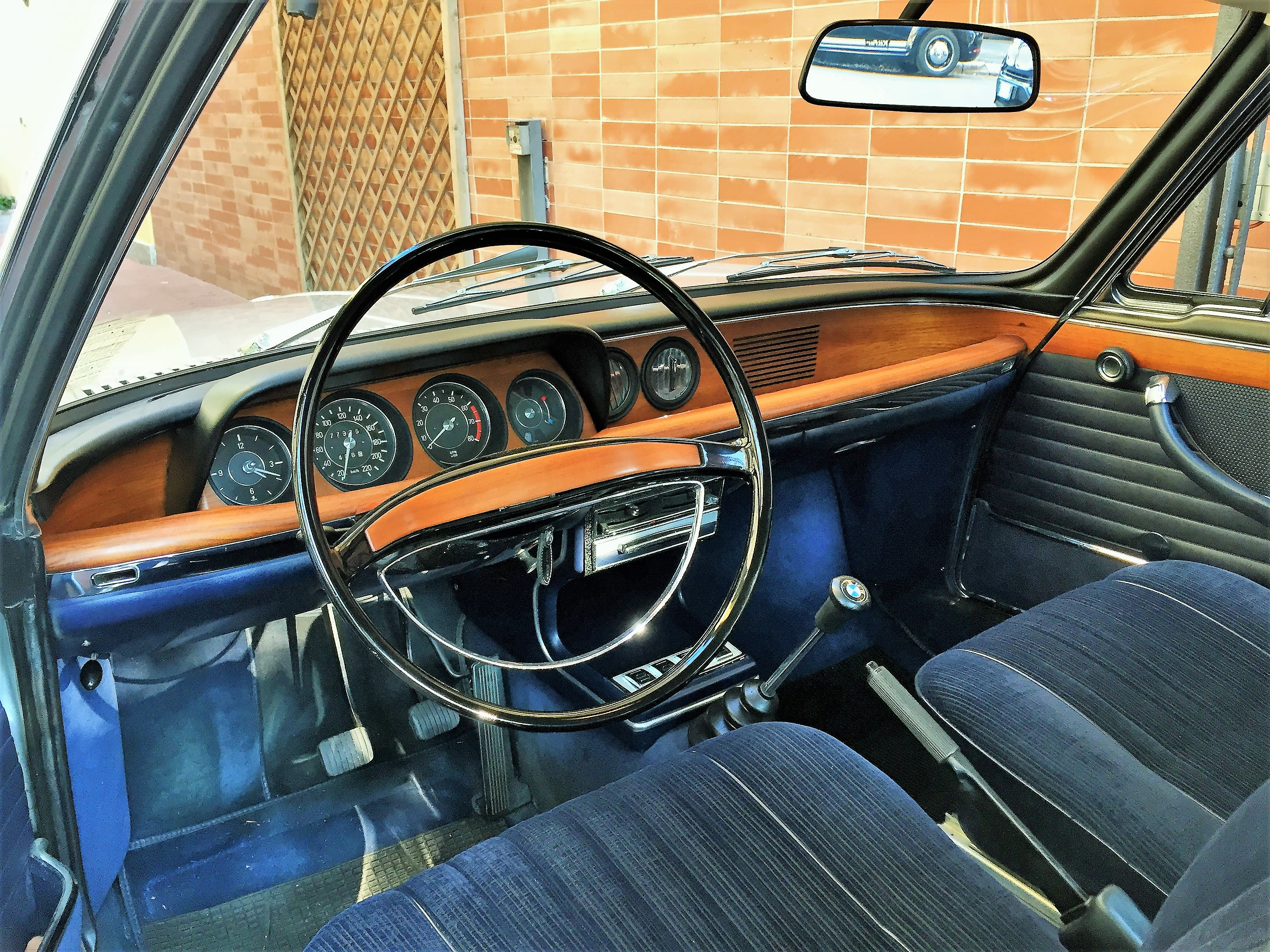

Це спорткупе мало кузов від ательє Karmann. Двигун розвивав 100 к.с. (З одним карбюратором) або 120 к.с. (з двома). Дизайн автомобіля був футуристичний, але дещо суперечливим. У 1969 році оформлення передка було сильно змінено для відповідності з новим фірмовим «мейнстрімом», що йде від купе 2800CS 1968 року і добре знайомому нам по таким BMW, як E12 (п'ята серія).

### 2000 - чотиридверна

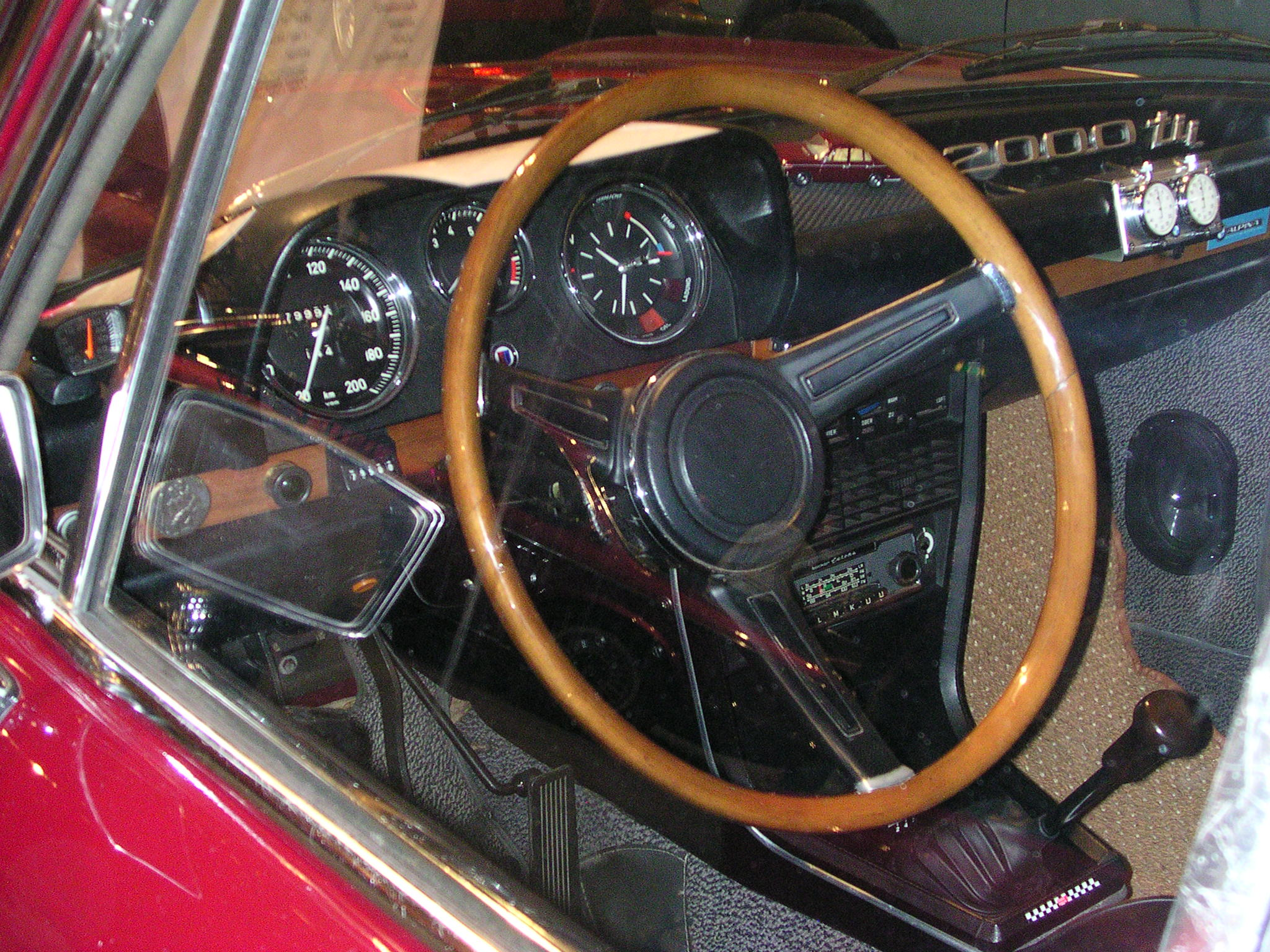

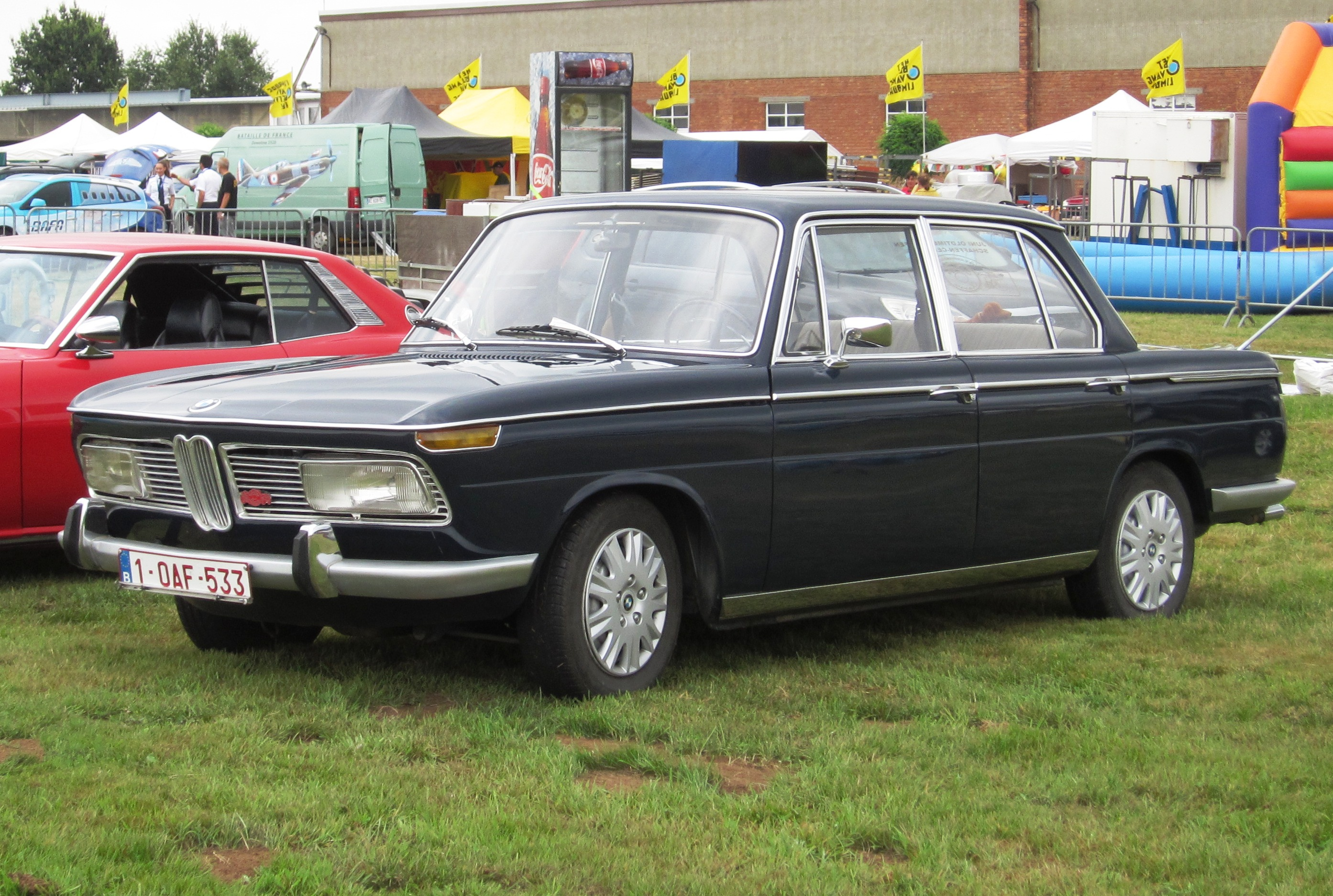
BMW 2000 (1966-1972)

Через рік після дволітрового купе з'явився і седан з тим же двигуном. Він випускався з 1966 по 1972 роки. Стандартний седан цієї серії мав незвичайні для BMW прямокутні фари. Але цей варіант рішення передка на «баварцях» не прижився. Зате цілком звично виглядає варіант передка, характерний для BMW 2000 американського і англійського ринків, де були законодавчо заборонені будь-які фари, крім круглих.
На базі моделі 2000 випускалися потужніші версії 2000 TI (Touring International - старе позначення GT), а пізніше - 2000 TIi (Touring International Injection) - перший автомобіль BMW з механічною системою уприскування палива марки Kugelfischer.

## Двигуни
4-циліндрові бензинові двигуни сімейства BMW M10:
- 1500: 1,499 см3
- 1600: 1,573 см3
- 1800: 1,773 см3 (1964–1968), 1,766 см3 (1968–1971)
- 2000: 1,990 см3

## Об'єми виробництва
| Об'єми виробництва |                  |                  |                  |                        |                  |                       |                       |                        |                            |
| BMW                | 1500 (1962—1964) | 1600 (1964—1966) | 1800 (1963—1972) | 1800 TI/SA (1964—1965) | 2000 (1966—1972) | 2000 C/CS (1965—1969) | 02 series (1966—1977) | 2002 turbo (1973—1974) | Baur Cabriolet (1967—1975) |
|                    | 23.554           | 9.728            | 146.960          | 200                    | 143.464          | 11.720                | 861.940               | 1.670                  | 4.210                      |